# 新寧山
新寧山是英格兰伯克郡温莎-梅登黑德皇家自治市新寧山-雅士谷民政教區内的村庄。